# Água Doce
Pour les articles homonymes, voir Água Doce (homonymie).
Água Doce est une ville brésilienne située dans la mésorégion Ouest de Santa Catarina, dans l'État de Santa Catarina.

## Géographie
Água Doce se situe par une latitude de 26° 59' 52"  sud et par une longitude de 51° 33' 22" ouest, à une altitude de 969 mètres.
Sa population était de 6 960 habitants au recensement de 2010. La municipalité s'étend sur 1 313 km2.
La ville se situe à environ 500 km à l'ouest de la capitale de l'État, Florianópolis. Elle fait partie de la microrégion de Joaçaba, dans la mésorégion Ouest de Santa Catarina.
Le climat y est humide, avec des étés frais et des hivers rigoureux. La municipalité connait neige et gelées en hiver. La température moyenne est de 16,6 °C. Les précipitations annuelles varient entre 1 000 et 1 900 mm.
Dans les vallées, la végétation est dense, composée de forêts de pins, imbuias, cèdres, etc. La région convient tout particulièrement à la culture d'arbres fruitiers. Plus en altitude, la végétation est moins dense. Les champs sont couverts de graminées et utilisés pour l'élevage bovin.
La région est parcourue par de nombreuses rivières, parmi lesquelles le rio Chapecó, rio do Mato, le rio Chapecozinho, le rio Santo Antônio, le rio Estreito et le rio Água Doce.
L'IDH de la ville était de 0,809 en 2000 (PNUD).

## Origine du nom
La légende raconte que pendant un trajet visant à ravitailler la ville, la mule qui accompagnait le tropeiro João Líbia tomba dans la  rivière qui traversait la localité avec sa cargaison de sucre. Ce fait valut son nom à la rivière (água doce signifie « eau sucrée » en français) et par extension à la localité.

## Histoire
La région d'Água Doce est explorée autour de 1840, quand des colons venus de São Paulo découvrent les environs de Palmas. Elle est alors partagée entre les États de Santa Catarina et du Paraná. Elle est rattachée à Santa Catarina après règlement de la question de Palmas.
À partir des années 1920, des colons d'origine italienne, originaires du Rio Grande do Sul s'installent dans la région à la recherche de nouvelles terres.
Connue tout d'abord sous le nom d'Encruzadilha, la ville prend plus tard le nom d'Água Doce, selon le nom de la rivière qui la traverse, le rio Água Doce.
La ville devient municipalité autonome le 21 juin 1958, par démembrement de Joaçaba,.

## Économie
L'activité économique de la ville est basée sur l'exploitation de ses ressources naturelles, l'agriculture et l'élevage. La ville se consacre à la culture des céréales, la production de fruits ainsi qu'à l'élevage de porcs et de volailles,.
Água Doce possède l'un des plus importants parcs d'énergie éolienne de l'État de Santa Catarina, regroupant 15 aérogénérateurs, pour une puissance installée de 9 MW.

## Tourisme
Dans la municipalité, on trouve un « monument au tropeiro », une sculpture relatant l'origine du nom de la ville.
Non loin du centre-ville, le morro São José, avec ses 1 199 m d'altitude, offre un point de vue sur les environs et sert régulièrement aux processions religieuses locales.
Sur l'ensemble de sa superficie, la municipalité dispose de nombreux paysages sauvages, parcourus de rivières et de cascades (notamment la cachoeira do Pau Furado, sur le rio Chapecó). La pratique de l'écotourisme est très développée dans la région.

## Culture
Tous les ans, la ville célèbre la fête de Saint Roch (dia de São Roque) le 16 août.

## Administration
La municipalité est constituée de deux districts:
- Água Doce (siège du pouvoir municipal)
- Herciliópolis

## Villes voisines
Água Doce est voisine des municipalités (municípios) suivantes :
- Caçador
- Catanduvas
- General Carneiro dans l'État du Paraná
- Ibicaré
- Joaçaba
- Luzerna
- Macieira
- Palmas dans l'État du Paraná
- Passos Maia
- Ponte Serrada
- Salto Veloso
- Treze Tílias
- Vargem Bonita